# Heterocypris punctata
Heterocypris punctata is een mosselkreeftjessoort uit de familie van de Cyprididae. De wetenschappelijke naam van de soort is voor het eerst geldig gepubliceerd in 1976 door Keyser.